# Franciszek Olejniczak (komunista)

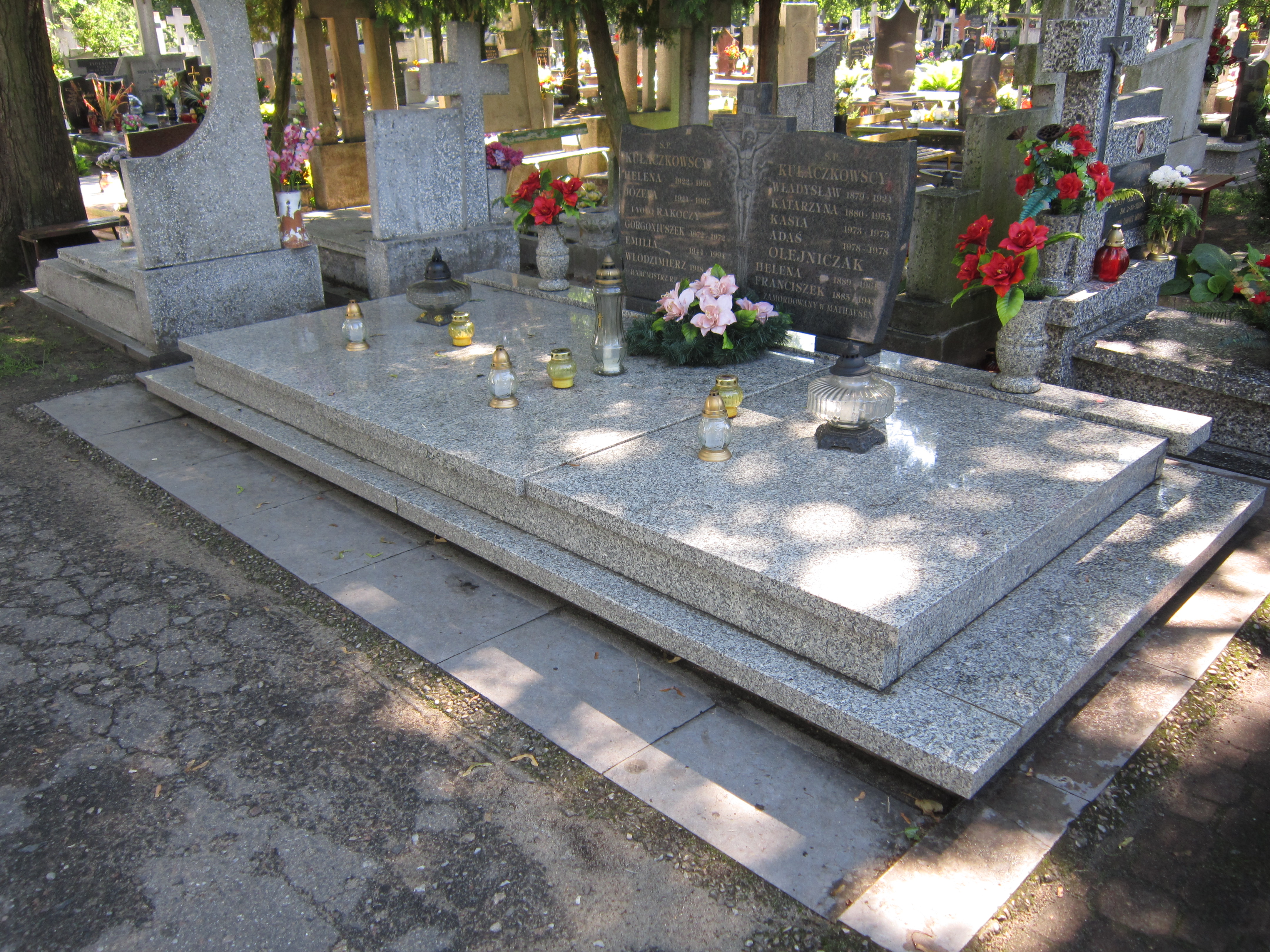
Grób rodziny Franciszka Olejniczaka cmentarzu komunalnym we Włocławku

Franciszek Olejniczak (ur. 1885, zm. 1943 w KL Mauthausen-Gusen) – robotnik, czołowy komunista Włocławka z okresu międzywojennego.
W latach 1904–1906 pracował jako robotnik w Włocławskiej fabryce fajansu. Walczył przeciwko caratowi, uczestniczył m.in. w wydarzeniach „krwawej środy”, za co w 1907 został aresztowany i skazany na karę śmierci. Karę zamieniono na 15 lat więzienia. Wyrok odbywał w Wołogdzie, Wiatce i Tobolsku. Dwukrotnie próbował uciekać, czego następstwem było przymocowanie mu kuli do nogi. Zwolniony został w 1917,  po czym działał na terenach Włocławka jako aktywista komunistyczny. Był sekretarzem rad robotniczych, prezesem Kasy Chorych, kierownikiem związku spółdzielni robotniczej „Przyszłość w Pracy”. Bywał w tym czasie aresztowany. Po upadku spółdzielni w 1933 był bezrobotny i utrzymywał się z połowu ryb.
Zaskarbił sobie szacunek wśród komunistów z Włocławka swą wytrwałością i nieugiętością po pobytach w więzieniu. W 1942 został przewodniczącym komitetu miejskiego oraz założył pierwszą na terenie Włocławka komórkę PPR. W 1943 roku gestapo aresztowało 18-letniego łącznika PPR, który w trakcie śledztwa wydał adresy znanych sobie członków partii, wśród których znalazł się m.in. aresztowany w Łodzi Stefan Przybyszewski. Franciszek Olejniczak został aresztowany 26 maja we Włocławku, początkowo więziony w Inowrocławiu, a następnie zesłany do obozu koncentracyjnego w Mauthausen-Gusen i stracony w komorze gazowej.